# 蒂拉克县

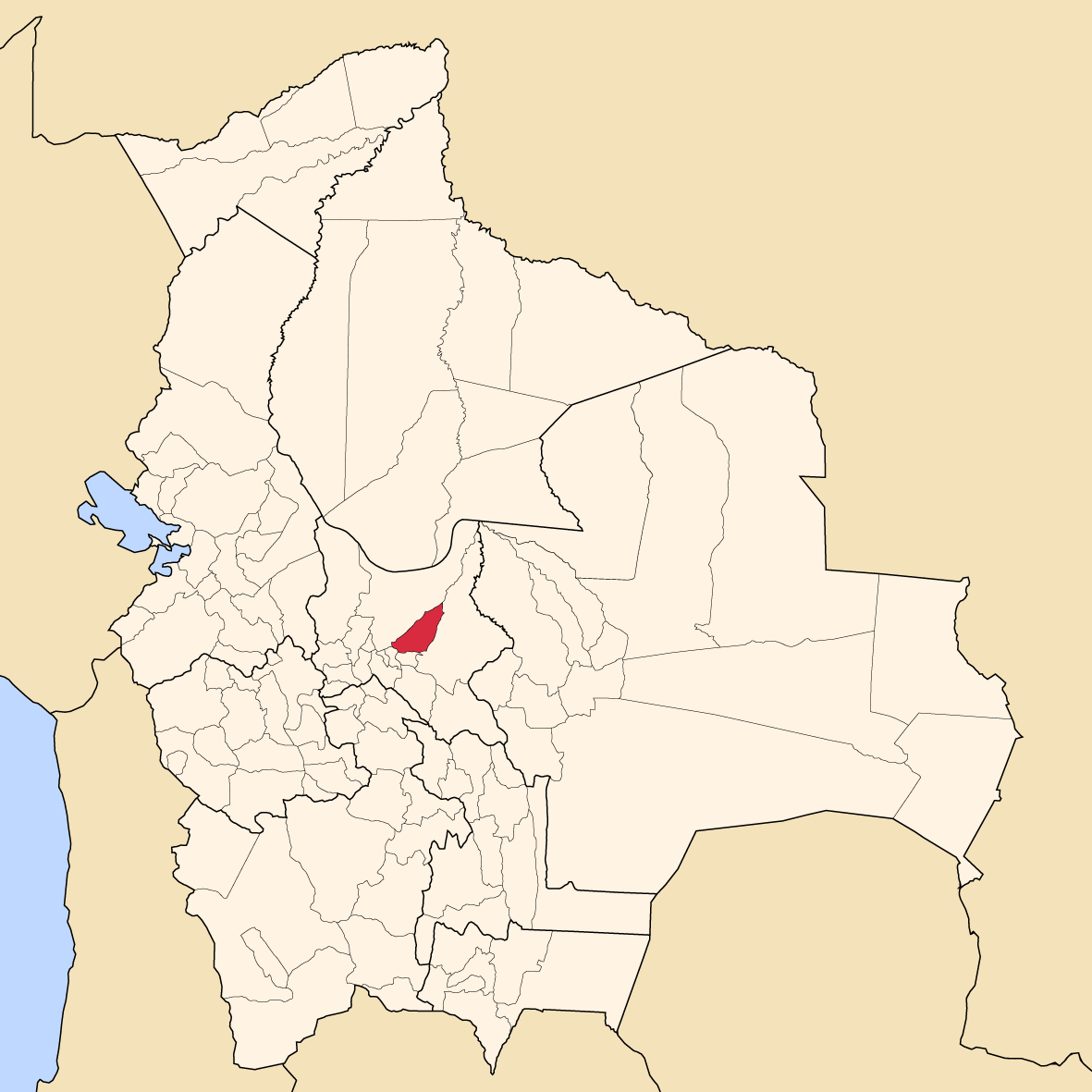

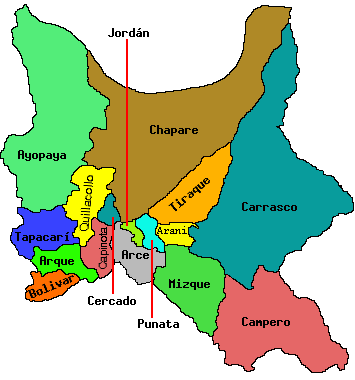

蒂拉克县（西班牙語：Provincia de Tiraque），是玻利維亞的县份，位於該國中部，屬於科恰班巴省的一部分，县府設於蒂拉克，面積2,740平方公里，2001年人口35,017，人口密度每平方公里20.1人。